# Roccella
Roccella is een geslacht van schimmels in de familie Roccellaceae. De typesoort is Roccella fuciformis.

## Soorten
Volgens Index Fungorum bevat het geslacht 88 soorten (peildatum oktober 2021):
| Soortnaam                   | Auteur(s)                 | Publicatiejaar |
| --------------------------- | ------------------------- | -------------- |
| Roccella africana           | Vain.                     | 1901           |
| Roccella albida             | Tehler                    | 2009           |
| Roccella allorgei           | Abbayes                   | 1947           |
| Roccella applanata          | M. Choisy                 | 1929           |
| Roccella arnoldii           | Vain.                     | 1901           |
| Roccella atacamensis        | Follmann                  | 1993           |
| Roccella babingtonii        | Mont.                     | 1852           |
| Roccella bajasurensis       | Tehler                    | 2009           |
| Roccella balfourii          | Müll. Arg.                | 1882           |
| Roccella belangeriana       | D.D. Awasthi              | 1981           |
| Roccella bellicosa          | Darb.                     | 1898           |
| Roccella boergesenii        | Vain.                     | 1924           |
| Roccella boryi              | Delise                    | 1825           |
| Roccella botrytis           | B. Werner                 | 2000           |
| Roccella canariensis        | Darb.                     | 1897           |
| Roccella capensis           | Follmann                  | 1994           |
| Roccella capitata           | B. Werner                 | 1994           |
| Roccella caribaea           | Darb.                     | 1898           |
| Roccella cervicornis        | Follmann                  | 1967           |
| Roccella colonii            | Follmann                  | 2001           |
| Roccella combeoides         | Nyl.                      |                |
| Roccella complanata         | (Sw.) Darb.               | 1898           |
| Roccella decipiens          | Darb.                     | 1897           |
| Roccella dichotoma          | (Pers.) Darb.             | 1898           |
| Roccella difficilis         | Darb.                     | 1898           |
| Roccella dillenii           | Bory                      | 1828           |
| Roccella dissecta           | Müll. Arg.                | 1891           |
| Roccella dubia              | Darb.                     | 1898           |
| Roccella elisabethae        | Tehler                    | 2004           |
| Roccella endocrocea         | M. Choisy                 | 1929           |
| Roccella fastigiata         | Bory                      | 1828           |
| Roccella fimbriata          | Darb.                     | 1935           |
| Roccella flaccida           | Bory                      | 1828           |
| Roccella flaccida           | A. Massal.                | 1853           |
| Roccella flaccida           | Delise                    | 1898           |
| Roccella floreana           | B. Werner                 | 2000           |
| Roccella floribrassica      | B. Werner                 | 2000           |
| Roccella floteana           | Follmann                  | 1994           |
| Roccella fruticosa          | Laurer                    | 1886           |
| Roccella fuciformis         | (L.) DC.                  | 1805           |
| Roccella fusca              | B. Werner                 | 2000           |
| Roccella galapagoensis      | Follmann                  | 1968           |
| Roccella geniculata         | Follmann & B. Werner      | 2000           |
| Roccella glebaria           | B. Werner & Follmann      | 2000           |
| Roccella gorgonia           | Delise ex Desf. & Bosc    |                |
| Roccella gracilis           | Bory                      | 1828           |
| Roccella grayi              | Stirt.                    | 1883           |
| Roccella guanchica          | Feige & Viethen           | 1987           |
| Roccella hereroensis        | Vain.                     | 1900           |
| Roccella hertelii           | Mies & M. Schultz         | 2004           |
| Roccella immutata           | (J. Steiner) Follmann     | 1993           |
| Roccella incurvata          | B. Werner                 | 2000           |
| Roccella intermedia         | M. Choisy                 | 1929           |
| Roccella intricata          | Mont.                     | 1849           |
| Roccella kappeniana         | Follmann & B. Werner      | 2000           |
| Roccella lanata             | Hampe                     | 1843           |
| Roccella linearis           | (Ach.) Vain.              | 1901           |
| Roccella lirellina          | (Darb.) M. Choisy         | 1957           |
| Roccella maderensis         | (J. Steiner) Follmann     | 1969           |
| Roccella maderensis         | (J. Steiner) Follmann     | 1993           |
| Roccella margaritifera      | B. Werner & Follmann      | 1998           |
| Roccella mauritiana         | Darb.                     | 1898           |
| Roccella medusina           | (Bory) Darb.              | 1898           |
| Roccella mexicana           | Vain.                     | 1925           |
| Roccella minuta             | Tehler                    | 2010           |
| Roccella montagnei          | Bél.                      | 1834           |
| Roccella mossamedana        | Vain.                     | 1901           |
| Roccella obscurissima       | Follmann & B. Werner      | 1998           |
| Roccella octopodioides      | Follmann                  | 1994           |
| Roccella patellata          | Stirt.                    | 1874           |
| Roccella pattensis          | C.W. Dodge                | 1964           |
| Roccella pembensis          | C.W. Dodge                | 1964           |
| Roccella phycopsioides      | Tehler                    | 2010           |
| Roccella phycopsis          | Ach.                      | 1810           |
| Roccella podocarpa          | Vain.                     | 1901           |
| Roccella purpura-antiquorum | Bory                      | 1828           |
| Roccella pusilla            | Mont. & Durieu            | 1846           |
| Roccella pygmaea            | Durieu & Mont.            | 1847           |
| Roccella ramalinoides       | Bory                      | 1828           |
| Roccella sanctae-helenae    | Aptroot & Schumm          | 2011           |
| Roccella sinensis           | Nyl.                      | 1860           |
| Roccella stipitata          | B. Werner & Follmann      | 2000           |
| Roccella subpodicellata     | (Vain.) Follmann & Huneck | 1974           |
| Roccella teneriffensis      | Vain.                     | 1924           |
| Roccella translucida        | Follmann & B. Werner      | 2001           |
| Roccella tuberculata        | Vain.                     | 1901           |
| Roccella verruculosa        | Follmann                  | 1980           |
| Roccella vincentina         | (Vain.) Follmann          | 1987           |